# Eugène Faure (peintre)
Pour les articles homonymes, voir Faure et Eugène Faure.

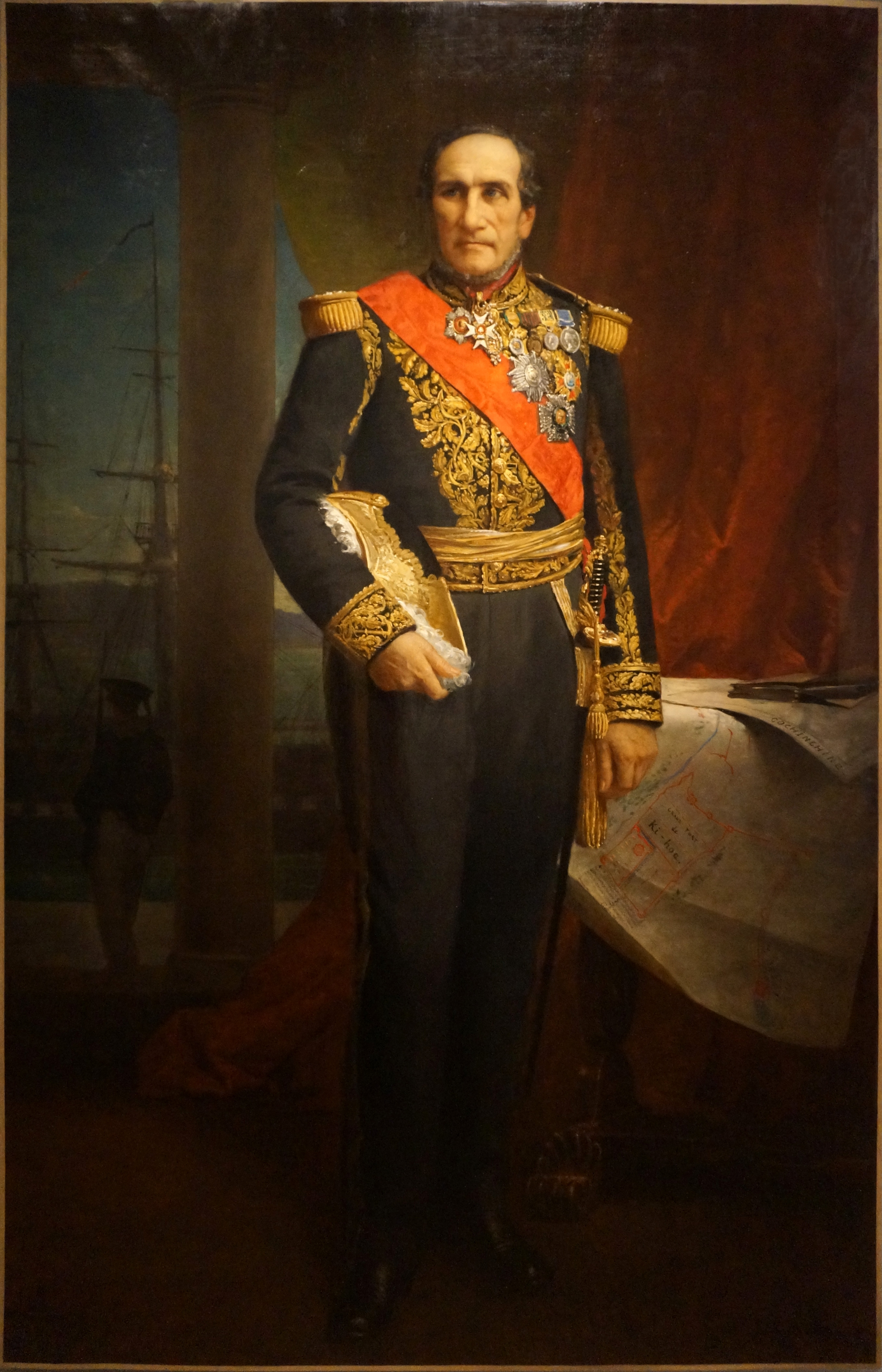
Portrait de l'amiral Charner.

Eugène Faure est un peintre français, né le 14 juillet 1822 à Seyssinet, mort le 24 décembre 1878 à Bourg-Saint-Andéol.

## Biographie

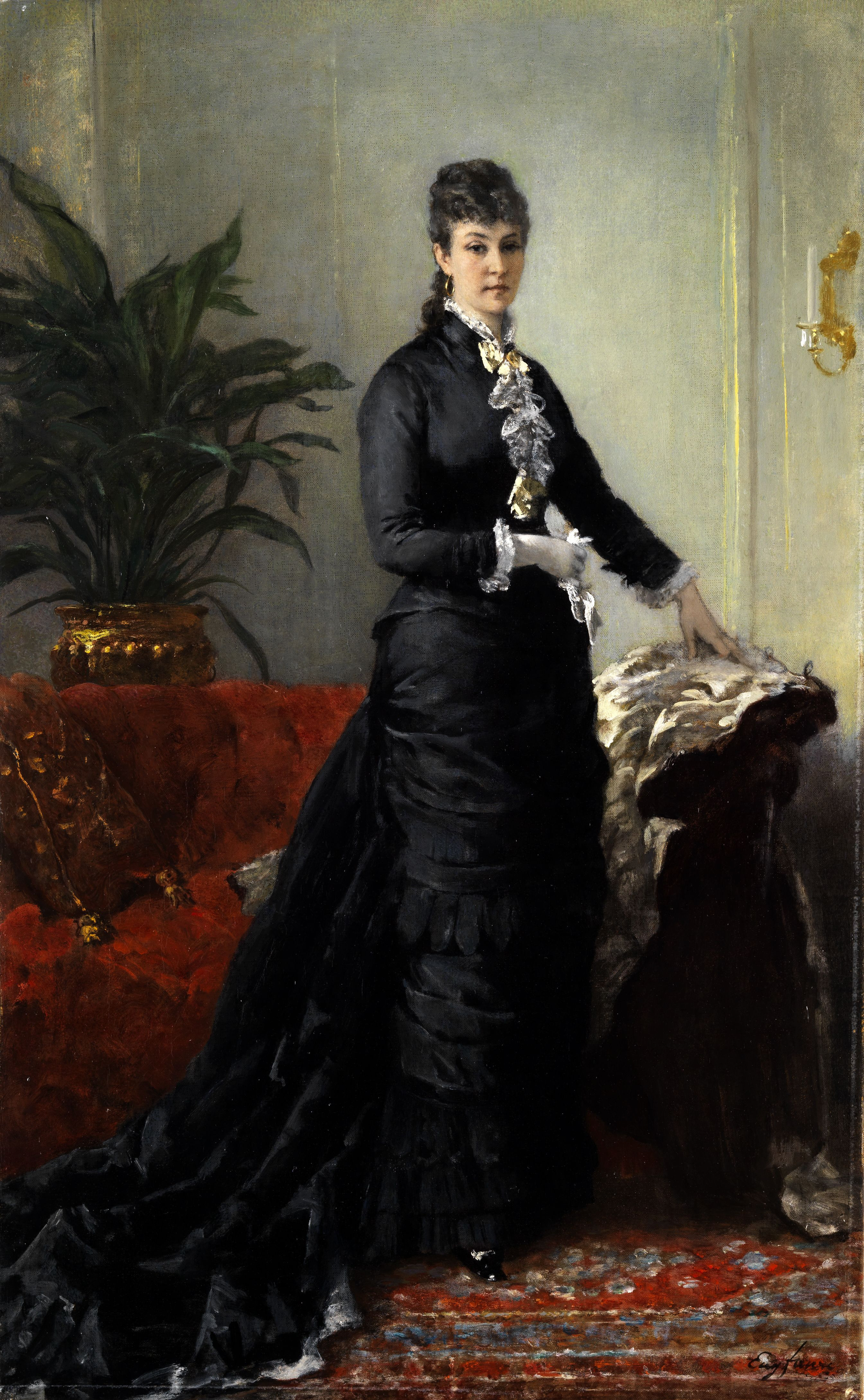
Eugène Faure: Portrait d'une femme

Initialement attiré par la sculpture, il étudie auprès de François Rude et David d'Angers. Plus attiré par la peinture, il étudie dans l'atelier de Charles Gleyre.
Ami de Théodore Ravanat, il fréquentait les peintres grenoblois se retrouvant à Proveysieux, en réalisant l'œuvre des chiens et la tête de chamois sur la façade de l'auberge du village.
Une rue de Grenoble porte son nom.

## Son œuvre

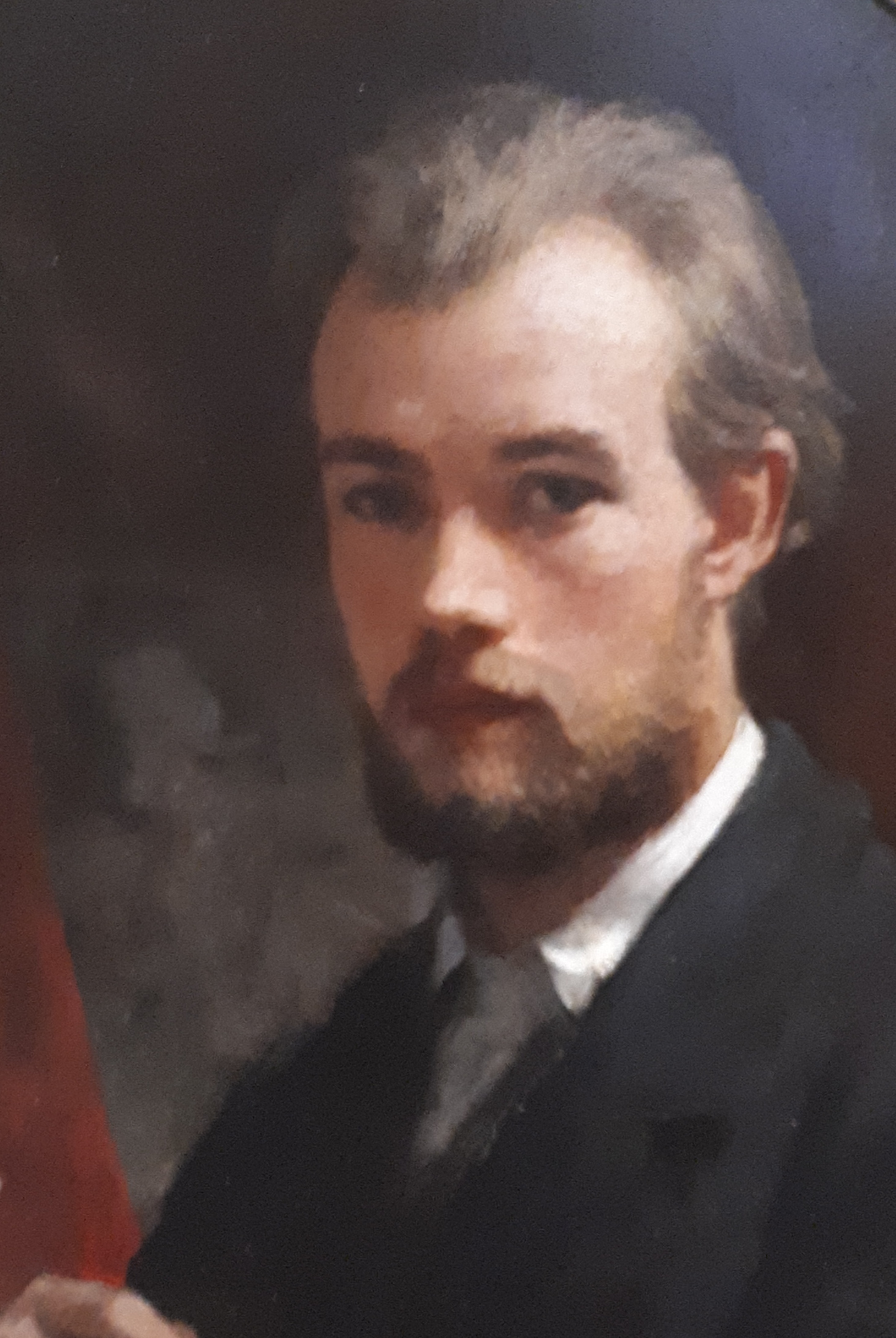
Portrait d'urbain Basset par Eugène Faure, (musée de l'Ancien Évêché), 1872

Il fut un peintre de genre, un paysagiste et un portraitiste qui a peint ses amis (dont Jean Achard, Théodore Ravanat et Aristide Albert), avec aussi des allégories et des nus. Aujourd'hui, ses tableaux sont principalement conservés au Musée de Grenoble.